# AMD Turion 64 X2

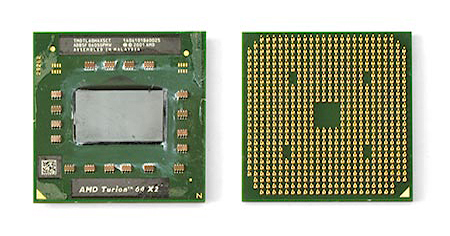
Turion64-X2 pro Socket S1

Turion 64 X2 je dvoujádrový mobilní procesor od společnosti AMD, určený pro konkurenci s procesory Intel a to Intel Core a Intel Core 2. Turion 64 X2 byl představen 17. května 2006, po několika zpožděních. Tyto procesory používají Socket S1 a hlavně paměť DDR2. Zahrnují samozřejmě také AMD Virtualization Technology a více prvků snižujících spotřebu energie.
První Turion 64 X2 od společnosti AMD byl vyroben technologii 90nm (SOI – křemík na izolátoru) jádra s kódovým jménem Taylor. Od května 2007 přešla společnost AMD na výrobní technologii 65 nm (SGOI – křemík a germanium na izolátoru), kterého bylo dosaženo skrze spolupráci IBM a AMD, se 40% zlepšením při srovnatelné 65nm (SOI – křemík na izolátoru) technologii. První 90nm jádra měly kódová jména Taylor a Trinidad, zatímco novější 65nm jádra měla kódový název Tyler.

## K8
Specifikace 
| Obchodní název | Rychlost    | Patice (=Socket) | Nanotechnologie | Jader | Cache    | Cache      | Cache |
| -------------- | ----------- | ---------------- | --------------- | ----- | -------- | ---------- | ----- |
| Obchodní název | Rychlost    | Patice (=Socket) | Nanotechnologie | Jader | L1       | L2         |       |
| Turion 64 X2   | 1,6-2,3 GHz | S1               | 90/65 nm        | 2     | 64+64 kB | 256/512 kB |       |

Technologie a jména jader
| Obchodní název | Jméno CPU               | Technologie                              |
| -------------- | ----------------------- | ---------------------------------------- |
| Turion 64 X2   | Taylor, Trinidad, Tyler | MMX, 3DNow!+, SSE, SSE2+3, NX Bit, AMD64 |

## Jádra

### Taylor & Trinidad (90 nm SOI)
- Dvoujádrový AMD64
- L1 cache: 64 + 64 kB (data + instrukce) na jádro
- L2 cache: 256 kB (Taylor) or 512 kB (Trinidad) na jádro, nejvyšší rychlost
- Paměťový řadič: dvoukanálový DDR2-667 MHz
- MMX, rozšířený 3DNow!, SSE, SSE2, SSE3, AMD64, PowerNow!, NX bit, AMD-V
- Socket S1, HyperTransport (0,8 GHz, 1600 MT/s, 10,7 GB/s CPU-RAM + 6,4 GB/s CPU-I/O přenosová rychlost)
- Spotřeba energie (TDP – navržený tepelný výkon): 31 až 35 wattů
- První vydání: 17. května 2006
- Taktovací frekvence: 1,6 až 2,2 GHz
  - 31 W TDP:
    - TL-50: 1,6 GHz (256 kB L2 cache na jádro)
    - TL-52: 1,6 GHz (512 kB L2 cache na jádro)

  - 33 W TDP:
    - TL-56: 1,8 GHz (512 kB L2 cache na jádro)

  - 35 W TDP:
    - TL-60: 2 GHz (512 kB L2 cache na jádro)
    - TL-64: 2,2 GHz (512 kB L2 cache na jádro)

### Tyler (65nmSOI)
- Dvoujádrový AMD64
- L1 cache: 64 + 64 kB (data + instrukce) na jádro
- L2 cache: 512 kB na jádro, nejvyšší rychlost
- Paměťový řadič: dvoukanálový DDR2-800 MHz (12,8 GB/s plným širokopásmovým spojením CPU/RAM)
- MMX, rozšířený 3DNow!, SSE, SSE2, SSE3, AMD64, PowerNow!, NX Bit, AMD-V
- Socket S1, HyperTransport (1,6 GHz)
- Spotřeba energie (TDP – navržený tepelný výkon): 31 až 35 wattů max.
- První vydání: 2007
- Taktovací frekvence: 1,8 až 2,3 GHz
  - 31 W TDP:
    - TK-53: 1,7 GHz (256 kB L2 cache na jádro)
    - TK-55: 1,8 GHz (256 kB L2 cache na jádro)
    - TL-56: 1,8 GHz (512 kB L2 cache na jádro)
    - TK-57: 1,9 GHz (256 kB L2 cache na jádro)
    - TL-58: 1,9 GHz (512 kB L2 cache na jádro)
    - TL-60: 2 GHz (512 kB L2 cache na jádro)

  - 35 W TDP:
    - TL-62: 2,1 GHz (512 kB L2 cache na jádro)
    - TL-64: 2,2 GHz (512 kB L2 cache na jádro)
    - TL-66: 2,3 GHz (512 kB L2 cache na jádro)
    - TL-68: 2,4 GHz (512 kB L2 cache na jádro)